# نورث والشام
latitudeنورث والشامlongitudeنورث والشام
نورث والشام (به انگلیسی: North Walsham) یک شهرک در بریتانیا است که در انگلستان واقع شده‌است.

## خصوصیات
نورث والشام ۱۷٫۲۷ کیلومترمربع مساحت و ۱۲٬۴۶۳ نفر جمعیت دارد.